# Monumenti paleocristiani e bizantini di Salonicco
I monumenti paleocristiani e bizantini di Salonicco sono stati riconosciuti come Patrimonio dell'umanità dall'UNESCO nel 1988.

## Descrizione
La città di Salonicco nella Macedonia greca fu per diversi secoli la seconda città più importante dell'Impero bizantino e ha svolto un ruolo importante per la cristianità durante il Medioevo per cui venne decorata da imponenti edifici. A causa dell'importanza di Salonicco durante i periodi paleocristiano e bizantino, la città contiene diversi monumenti paleocristiani che hanno contribuito in modo significativo allo sviluppo dell'arte e dell'architettura bizantina in tutti i territori dell'impero bizantino e in Serbia. L'evoluzione dell'architettura imperiale bizantina e la prosperità di Salonicco andarono di pari passo, soprattutto durante i primi anni dell'Impero, quando la città continuò a fiorire. Nonostante la presa di Salonicco da parte dell'Impero ottomano nel 1430, i monumenti cristiani non furono distrutti e viaggiatori come Paul Lucas e Abdülmecid I documentano la ricchezza della città nei monumenti cristiani durante il dominio ottomano della città.
Nel 1988 quindici monumenti di Salonicco sono stati inseriti nella lista dei patrimoni dell'umanità dell'UNESCO:
1. Mura cittadine (IV/V secolo)
2. Rotonda di San Giorgio (IV secolo)
3. Chiesa degli Acheiropoietos (V secolo)
4. Chiesa di San Demetrio (VII secolo)
5. Monastero di Latomos (VI secolo)
6. Chiesa di Santa Sofia (VIII secolo)
7. Chiesa della Panagia Chalkeon (XI secolo)
8. Chiesa di San Panteleimon (XIV secolo)
9. Chiesa dei Santi Apostoli (XIV secolo)
10. Chiesa di San Nicola Orphanos (XIV secolo)
11. Chiesa di Santa Caterina (XIII secolo)
12. Chiesa di Cristo Salvatore (XIV secolo)
13. Monastero dei Vlatades (XIV secolo)
14. Chiesa del Profeta Elia (XIV secolo)
15. Bagno Bizantino (XIV secolo)

## Galleria d'immagini

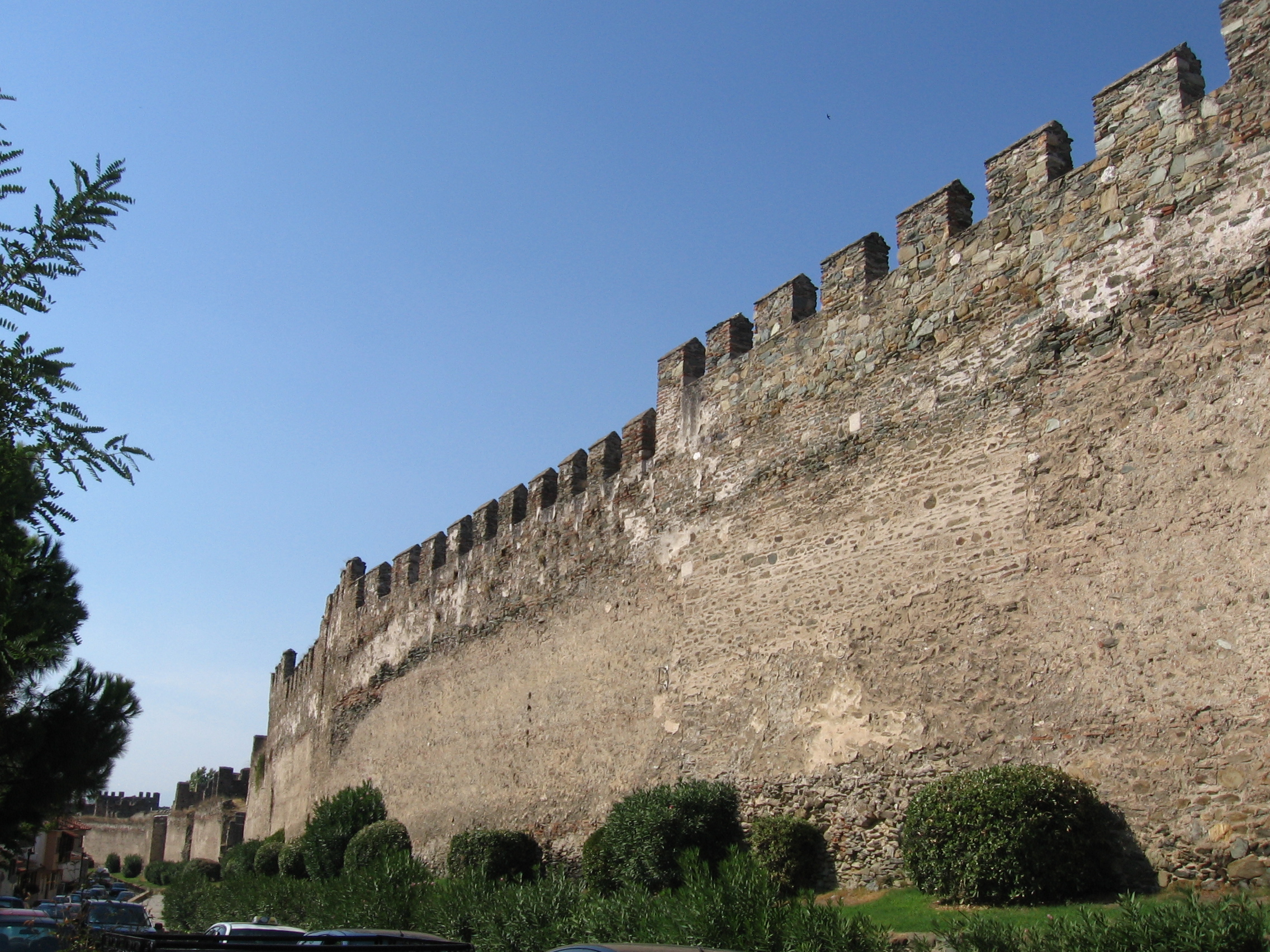
Mura di Salonicco
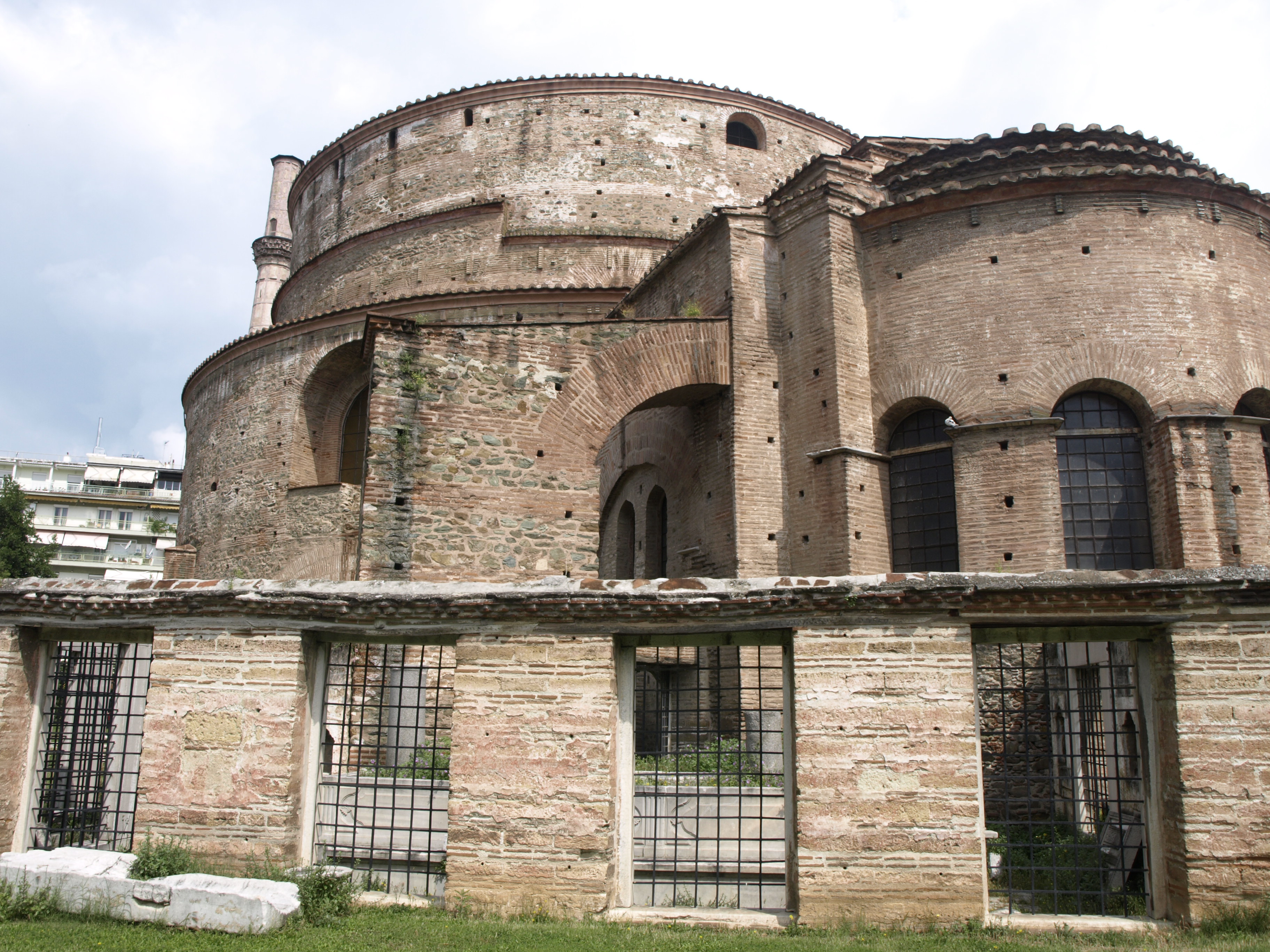
Rotonda di San Giorgio
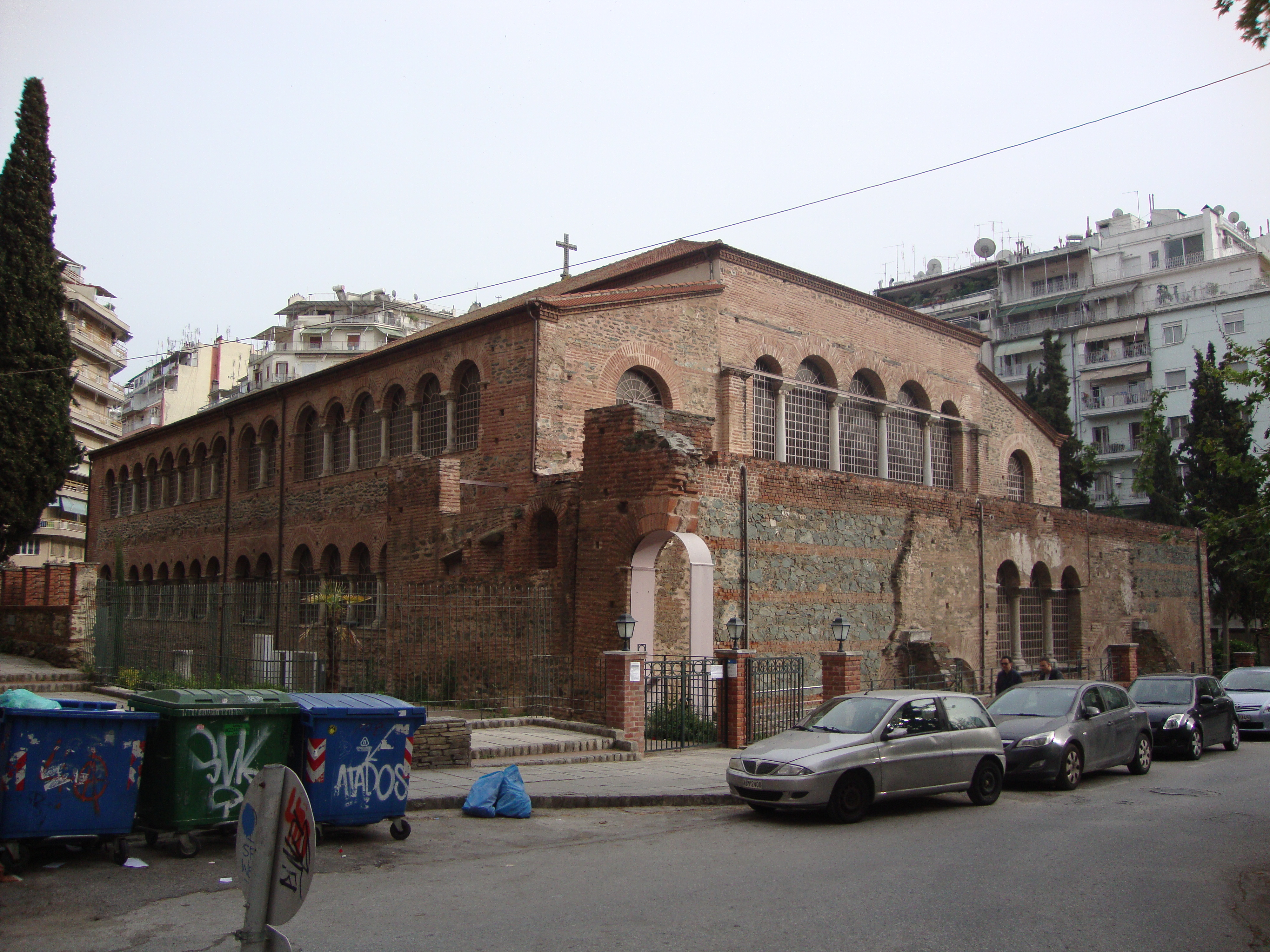
Chiesa degli Acheiropoietos
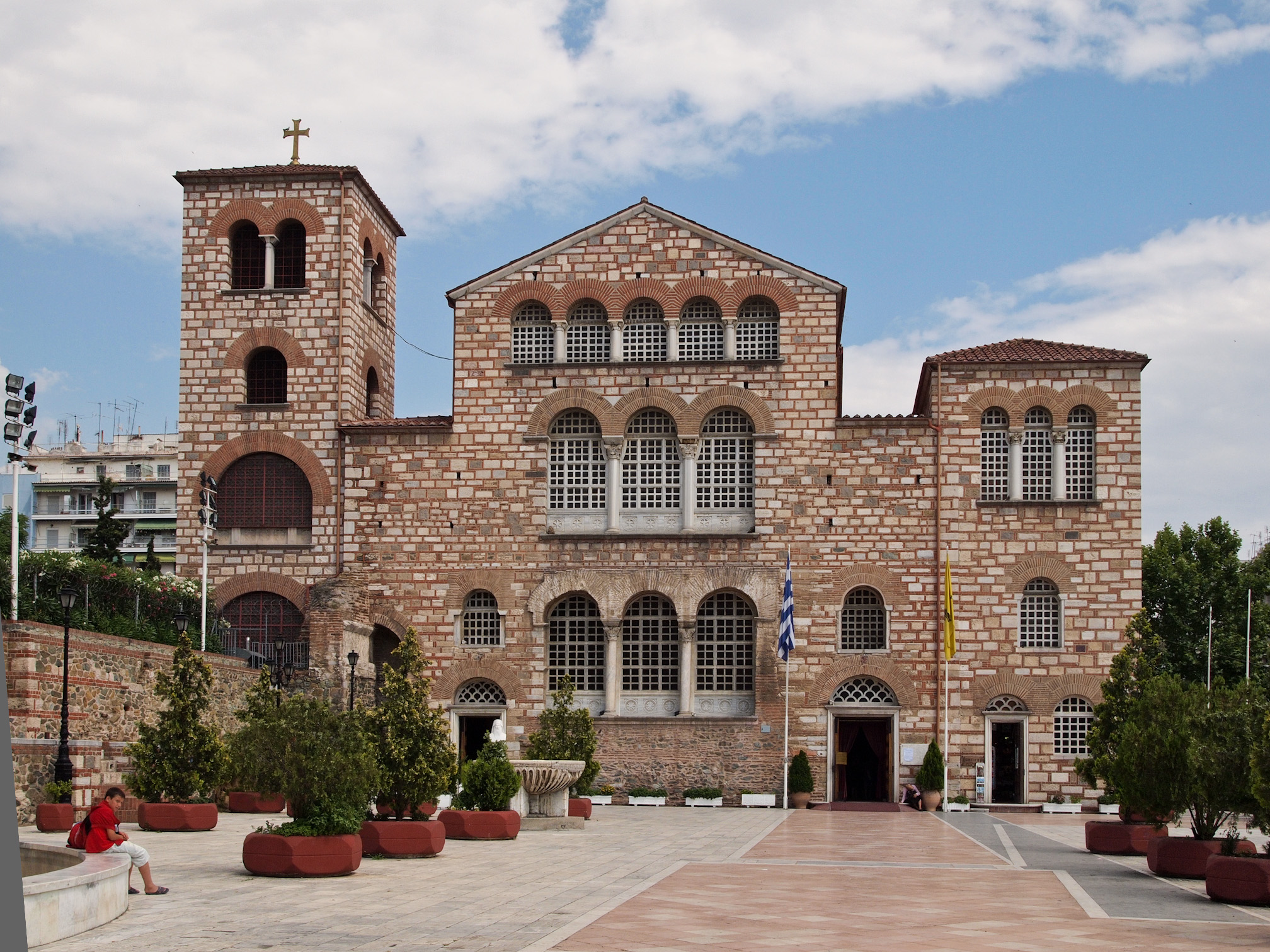
Chiesa di San Demetrio
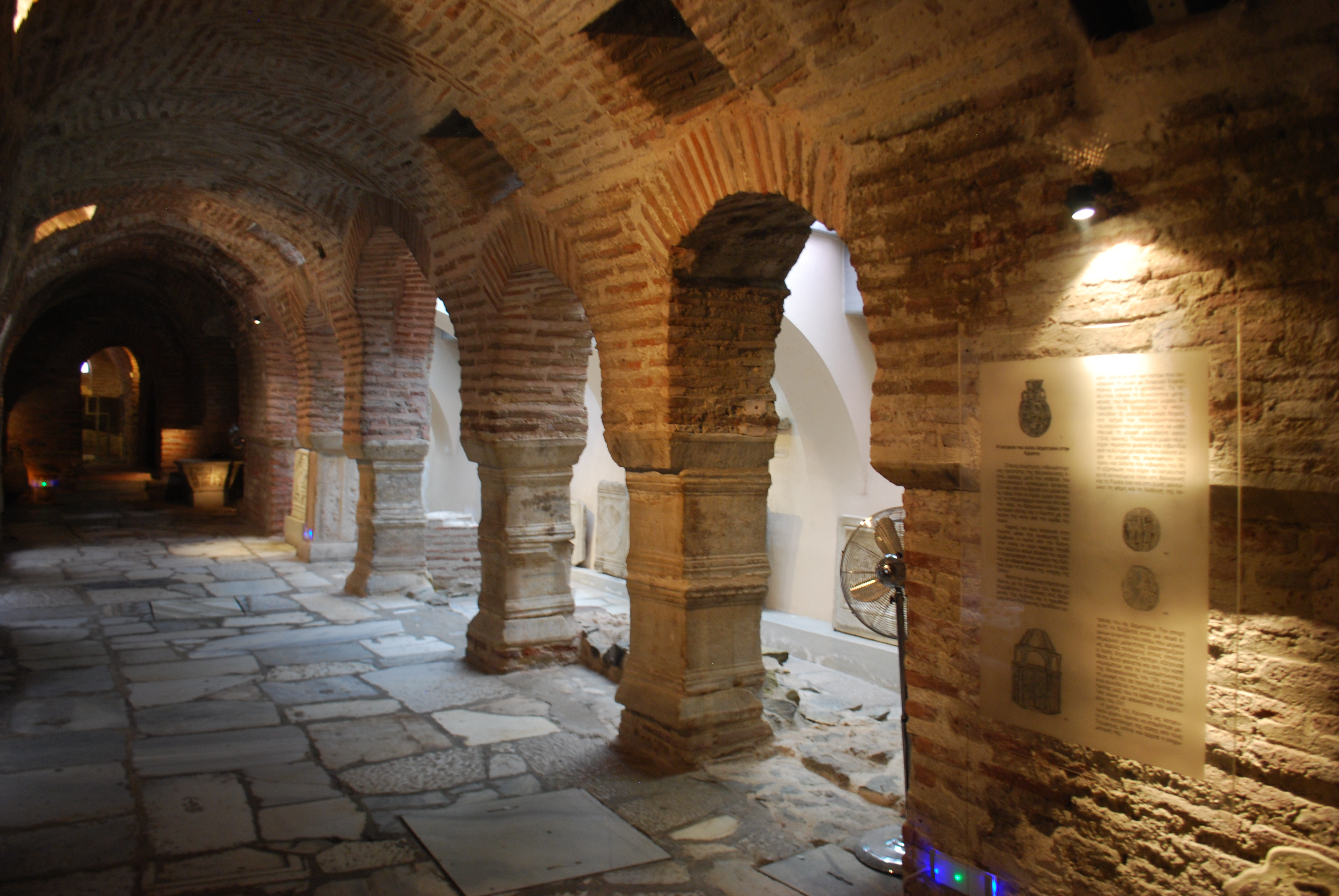
Cripta della chiesa di San Demetrio
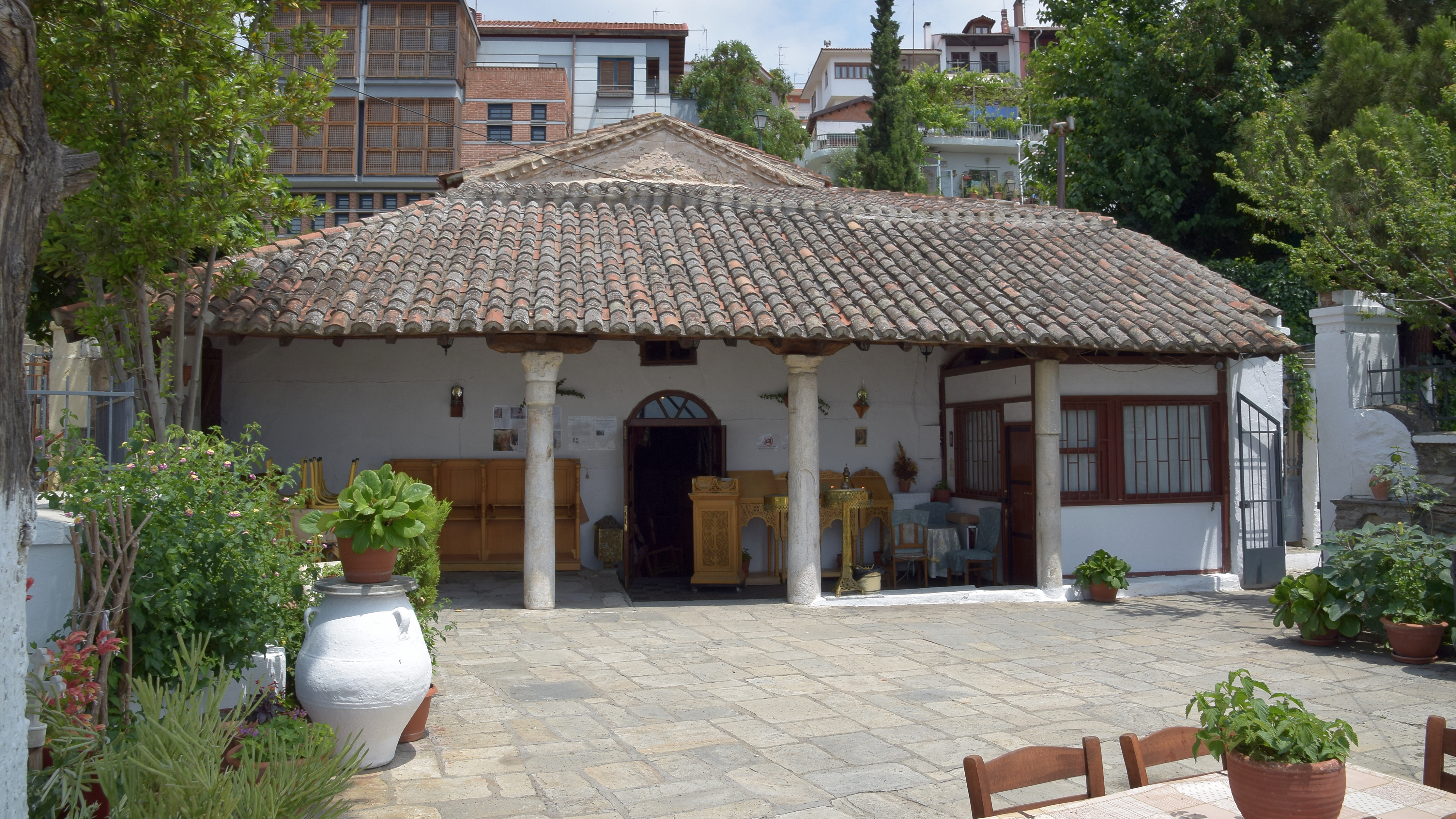
Monastero di Latomos
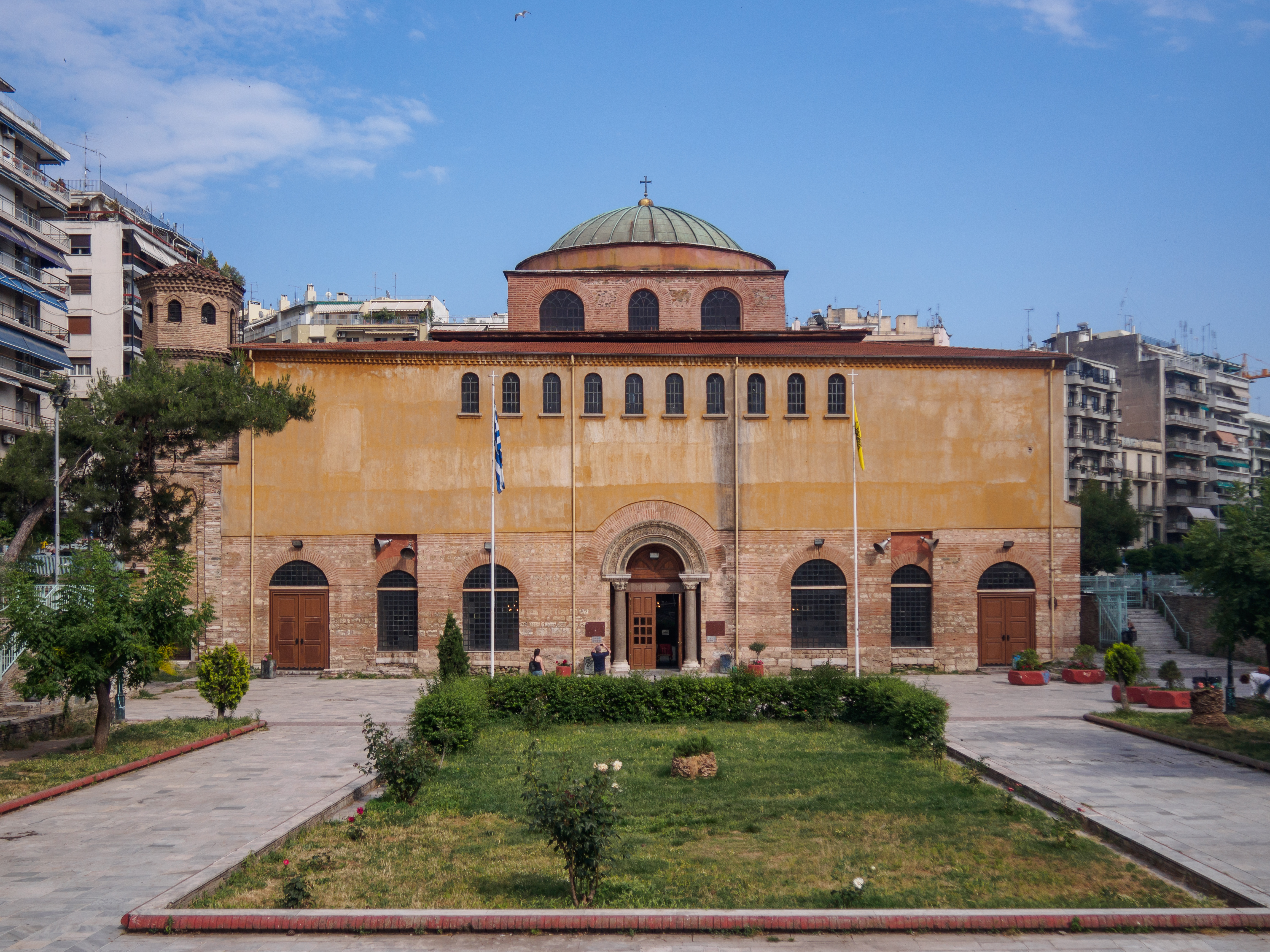
Chiesa di Santa Sofia
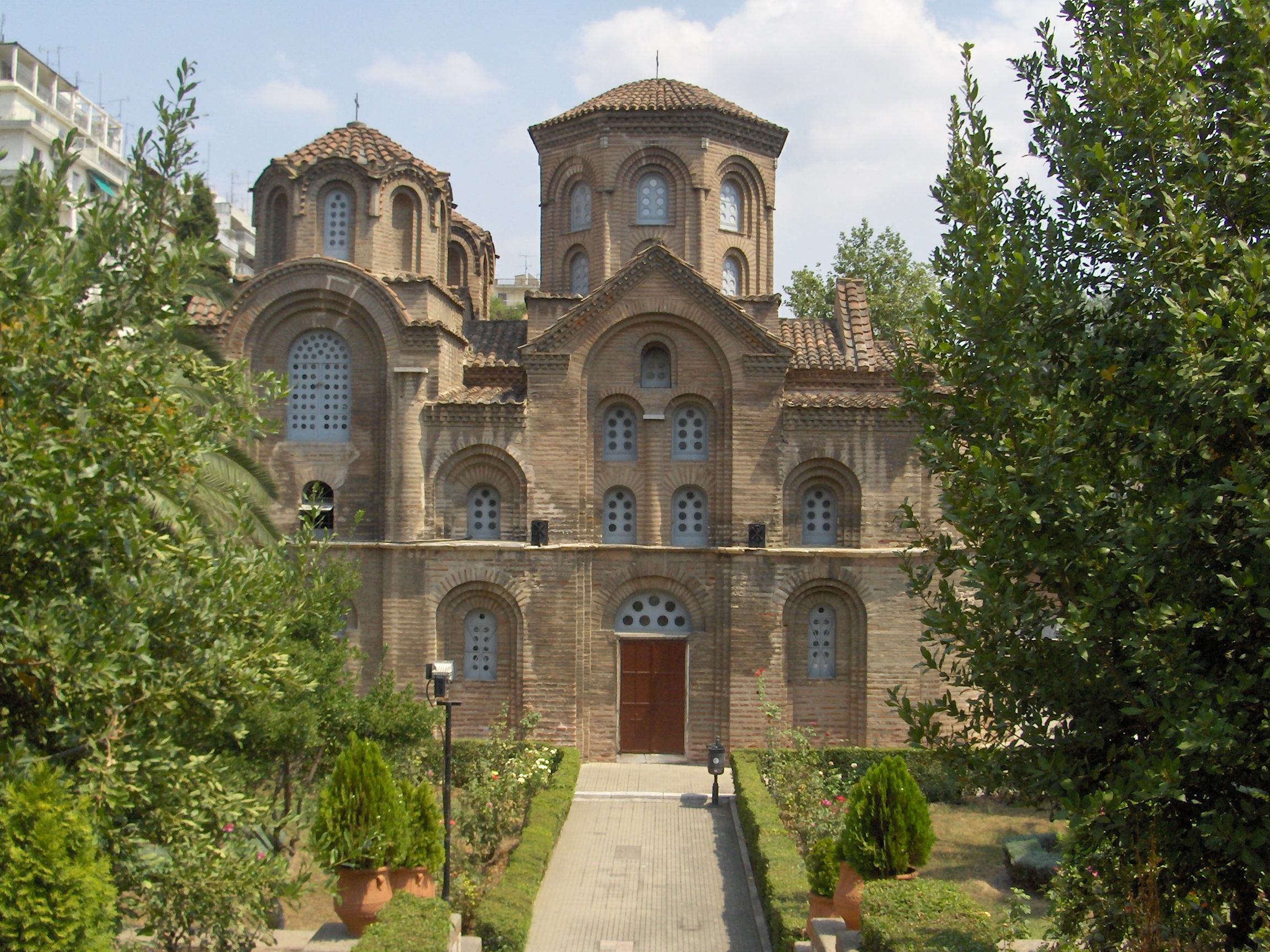
Chiesa della Panagia Chalkeon
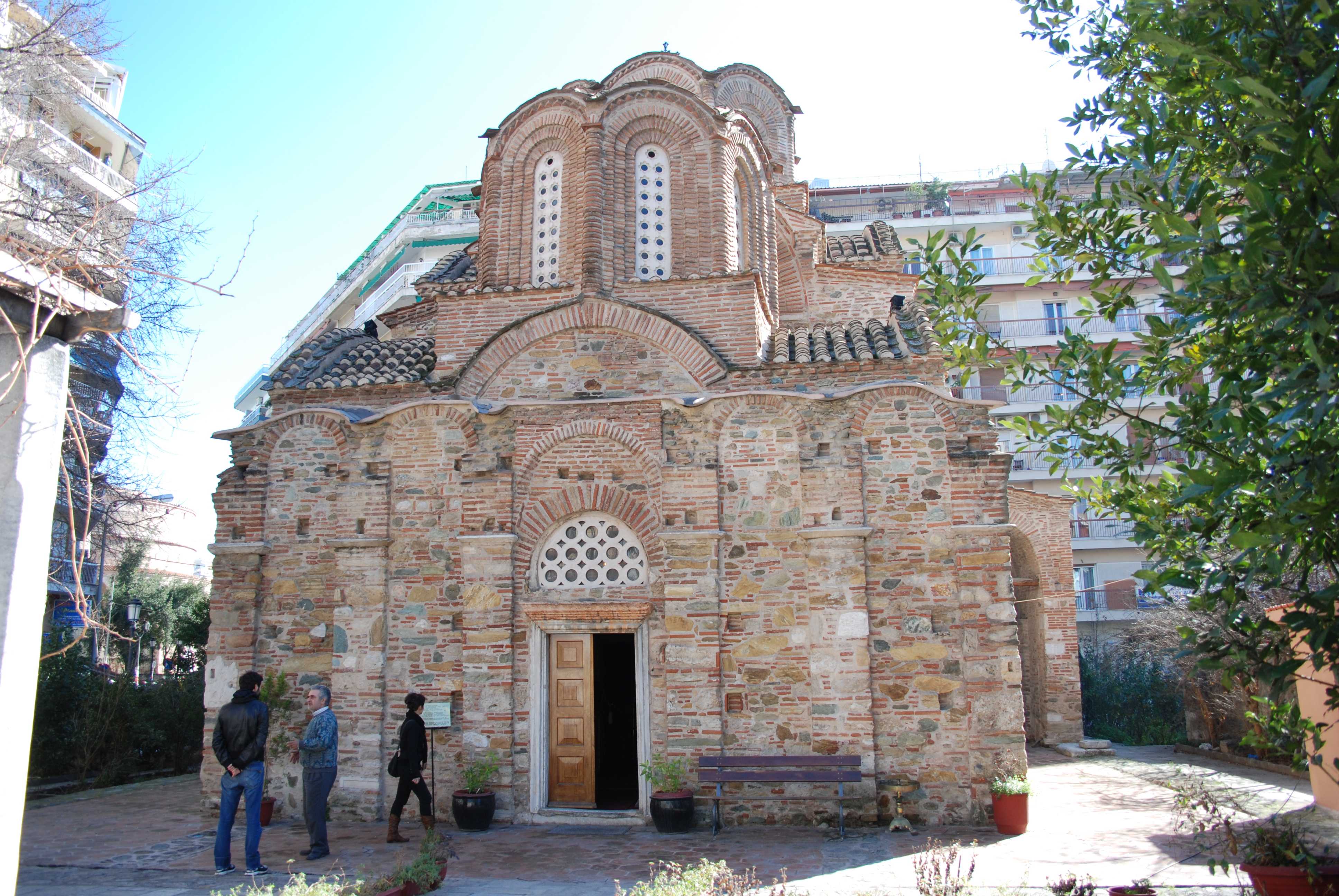
Chiesa di San Panteleimon
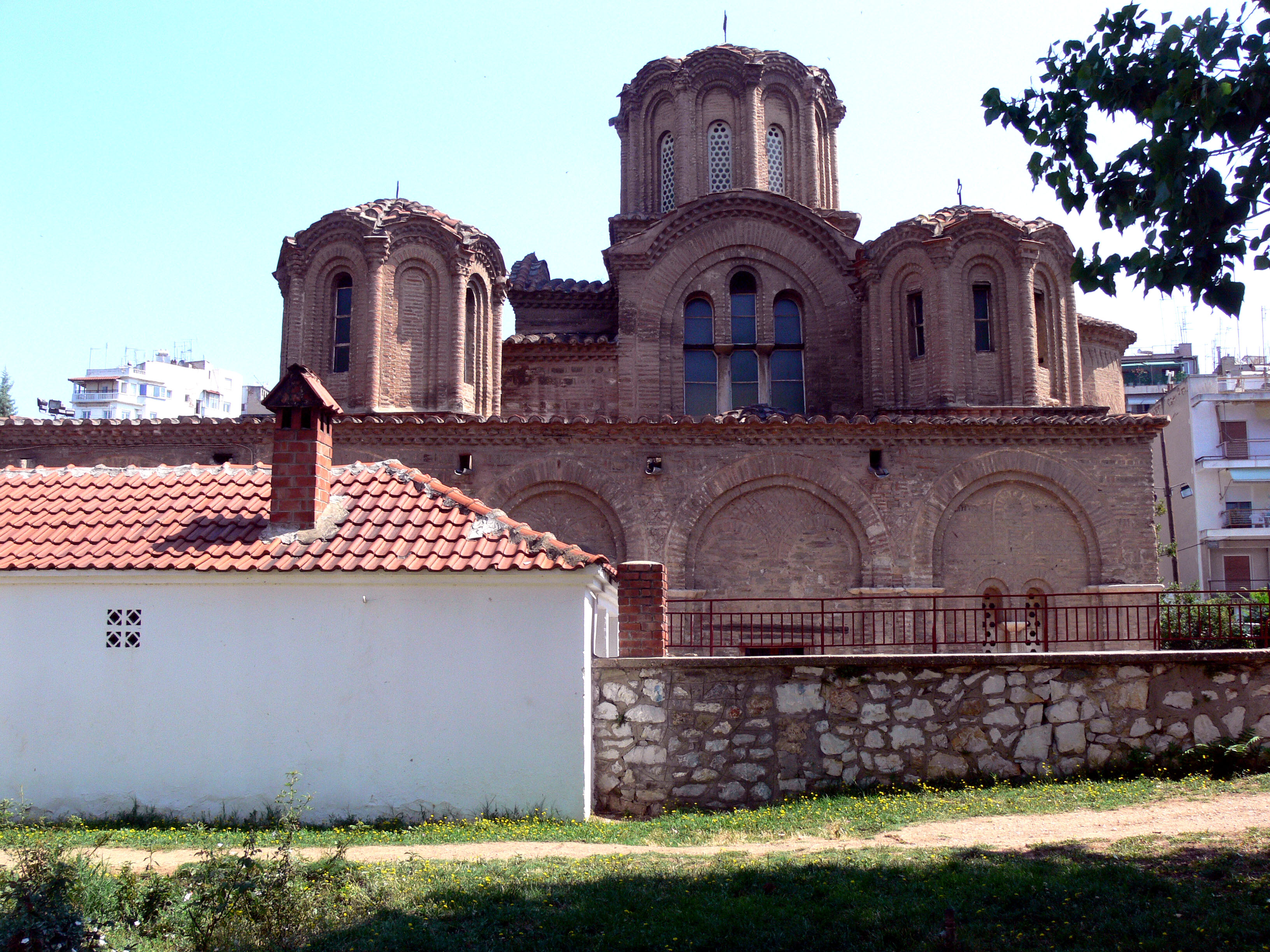
Chiesa dei Santi Apostoli
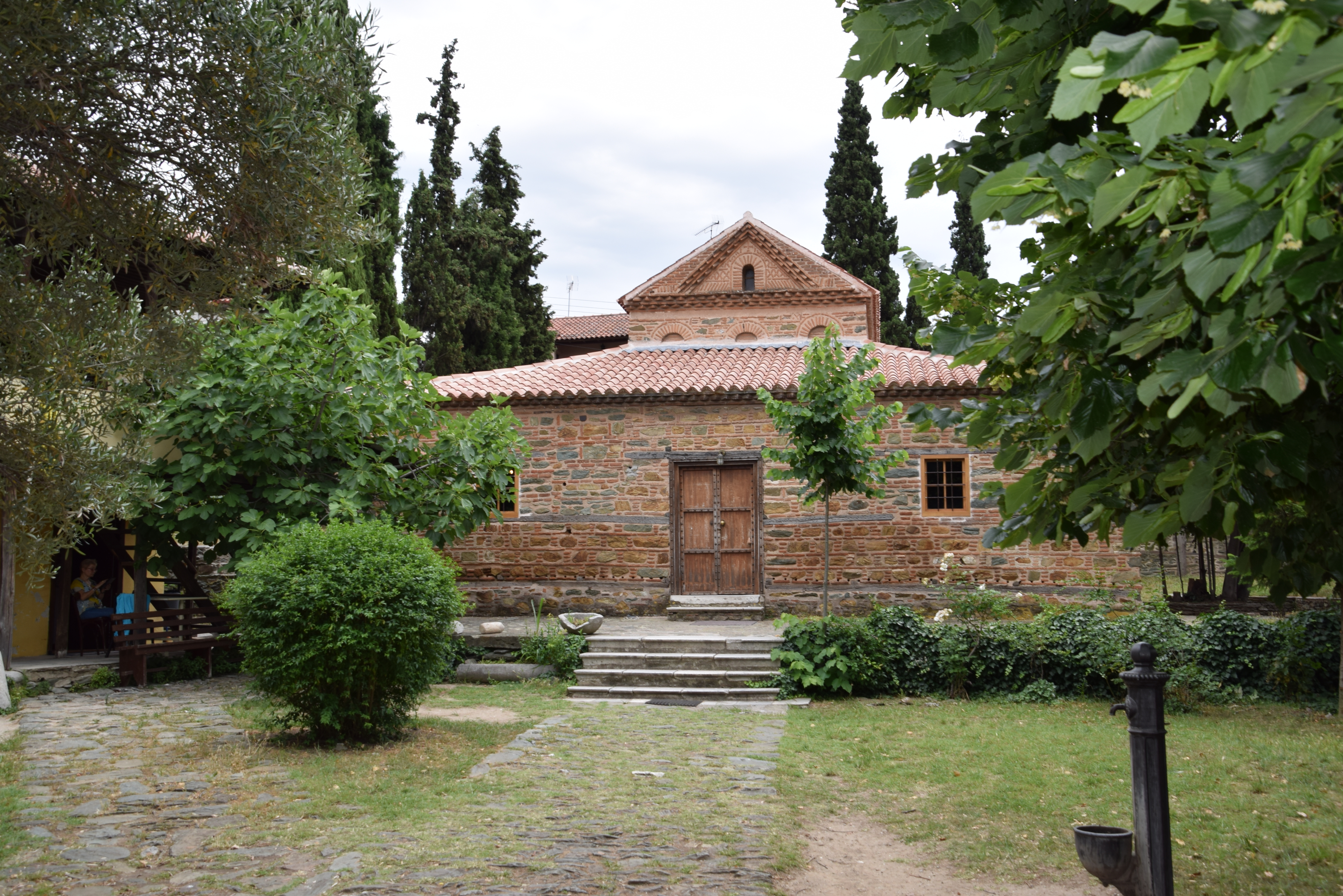
Chiesa di San Nicola Orphanos
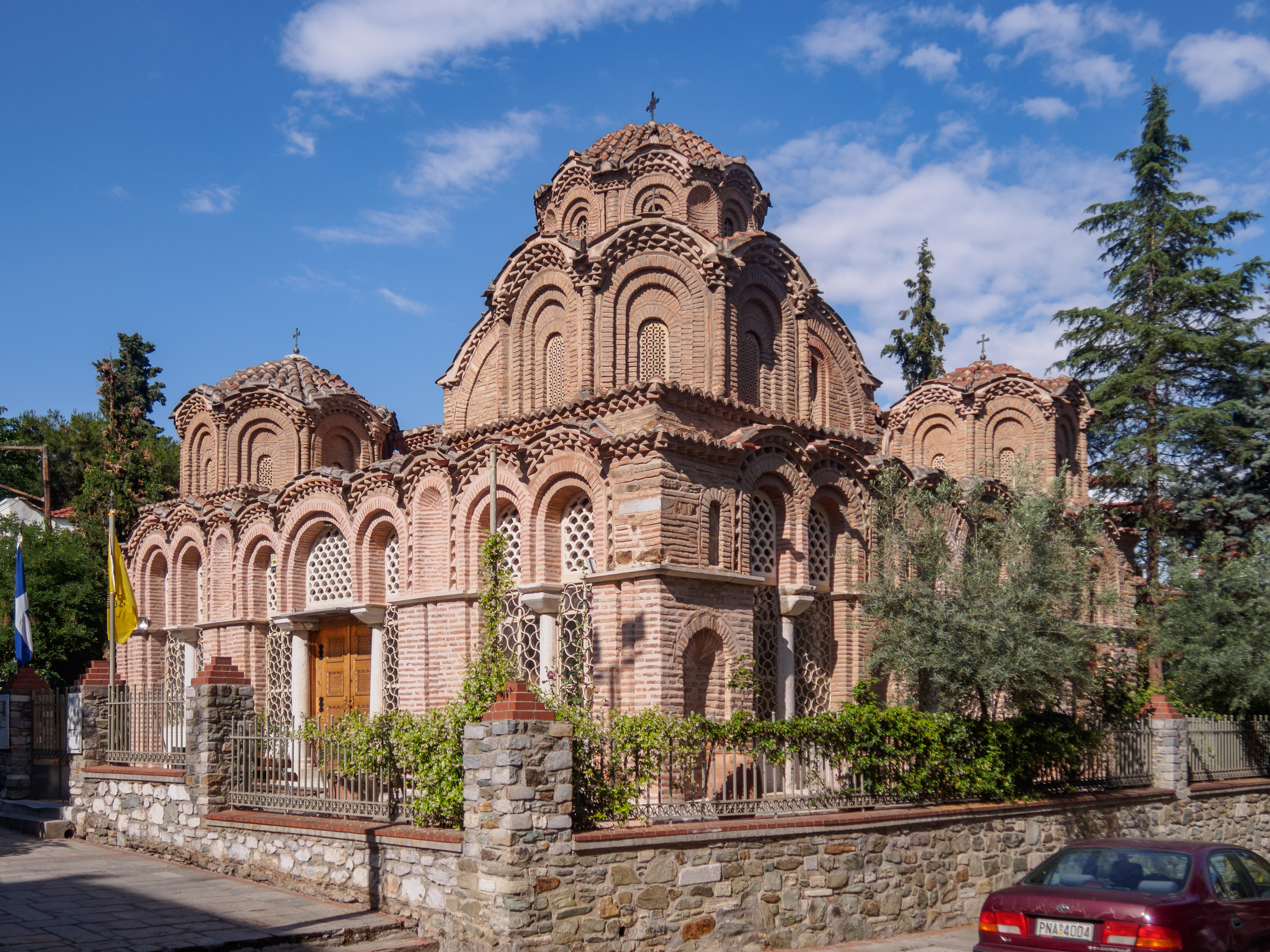
Chiesa di Santa Caterina
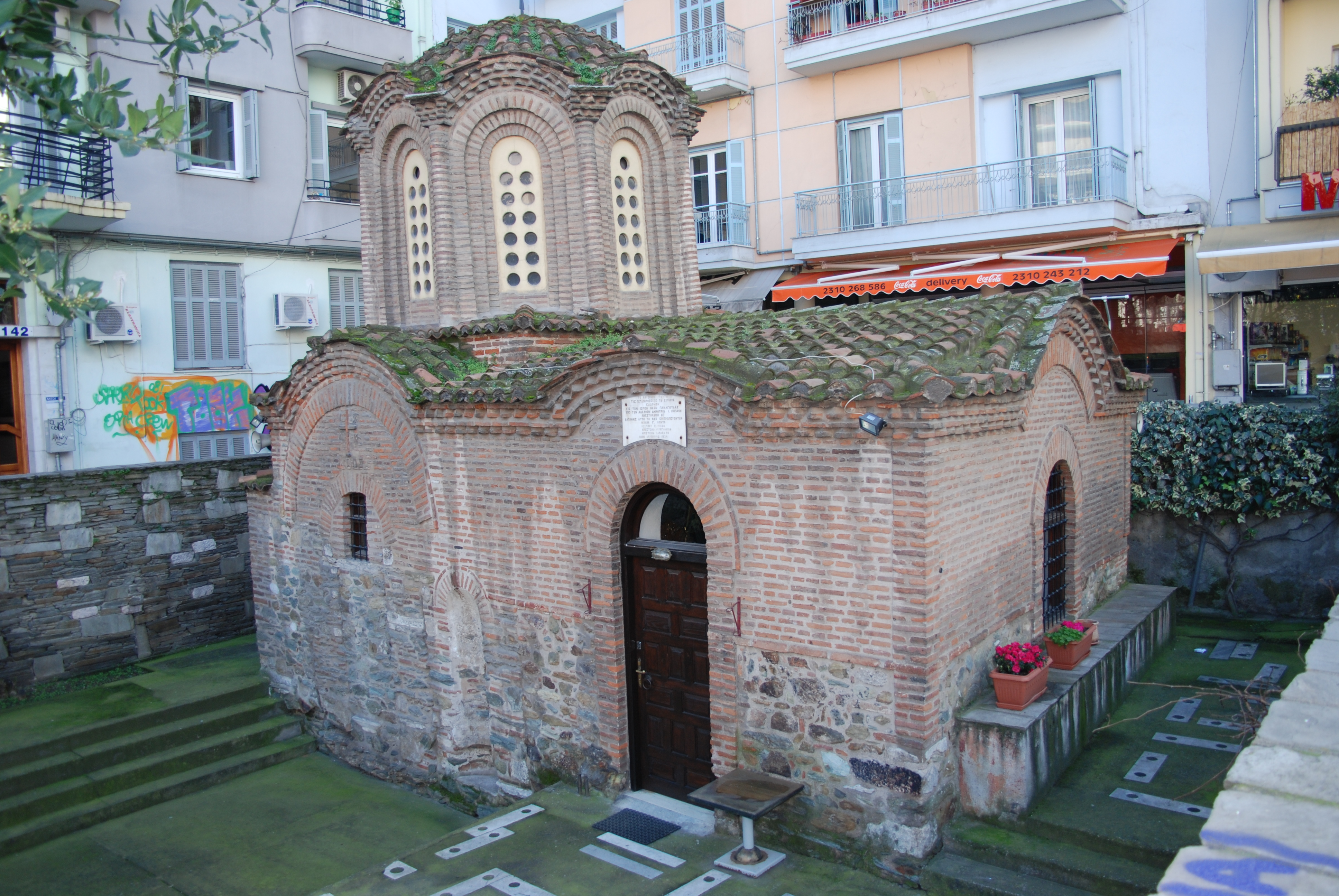
Chiesa di Cristo Salvatore
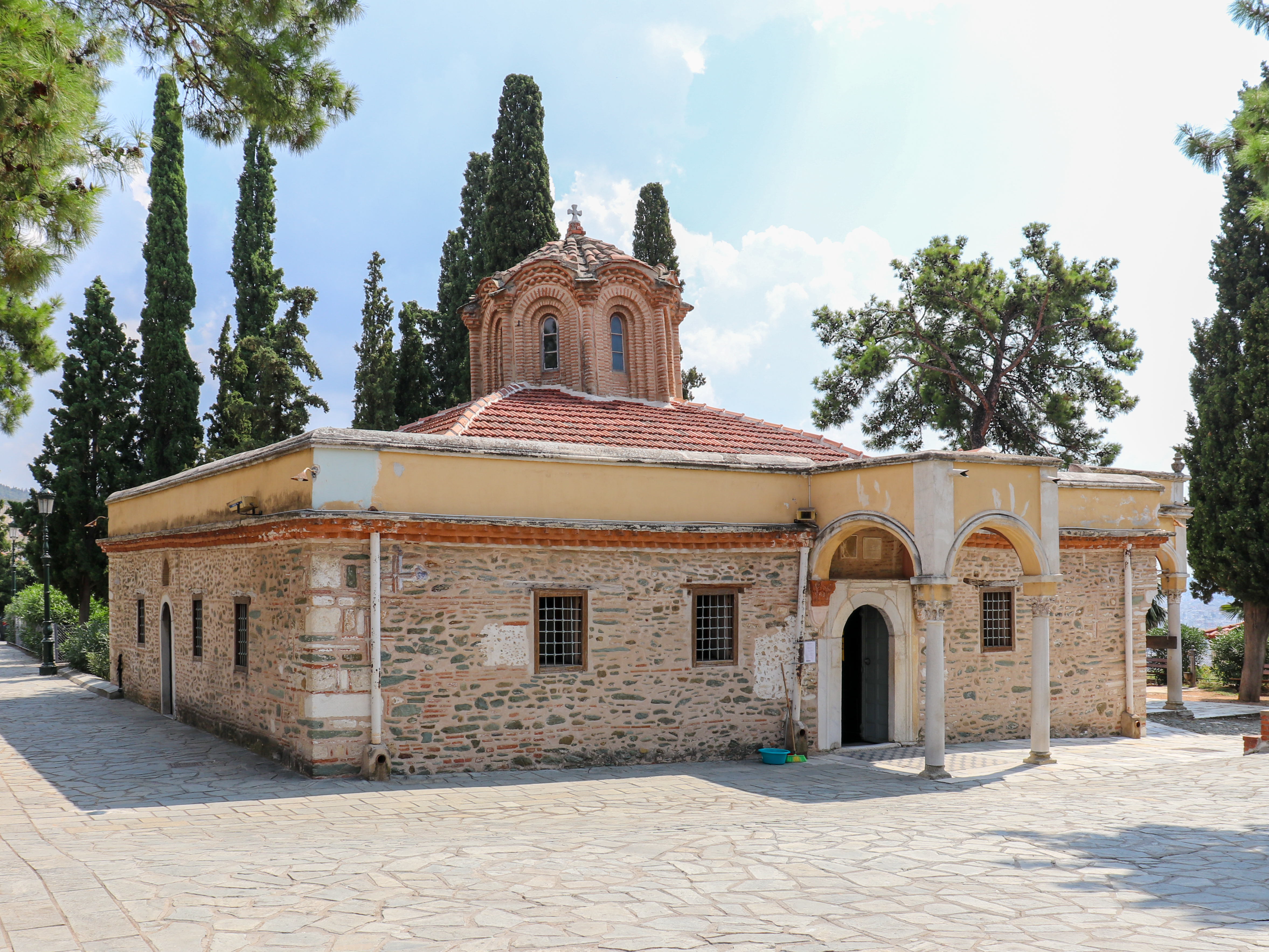
Monastero dei Vlatades
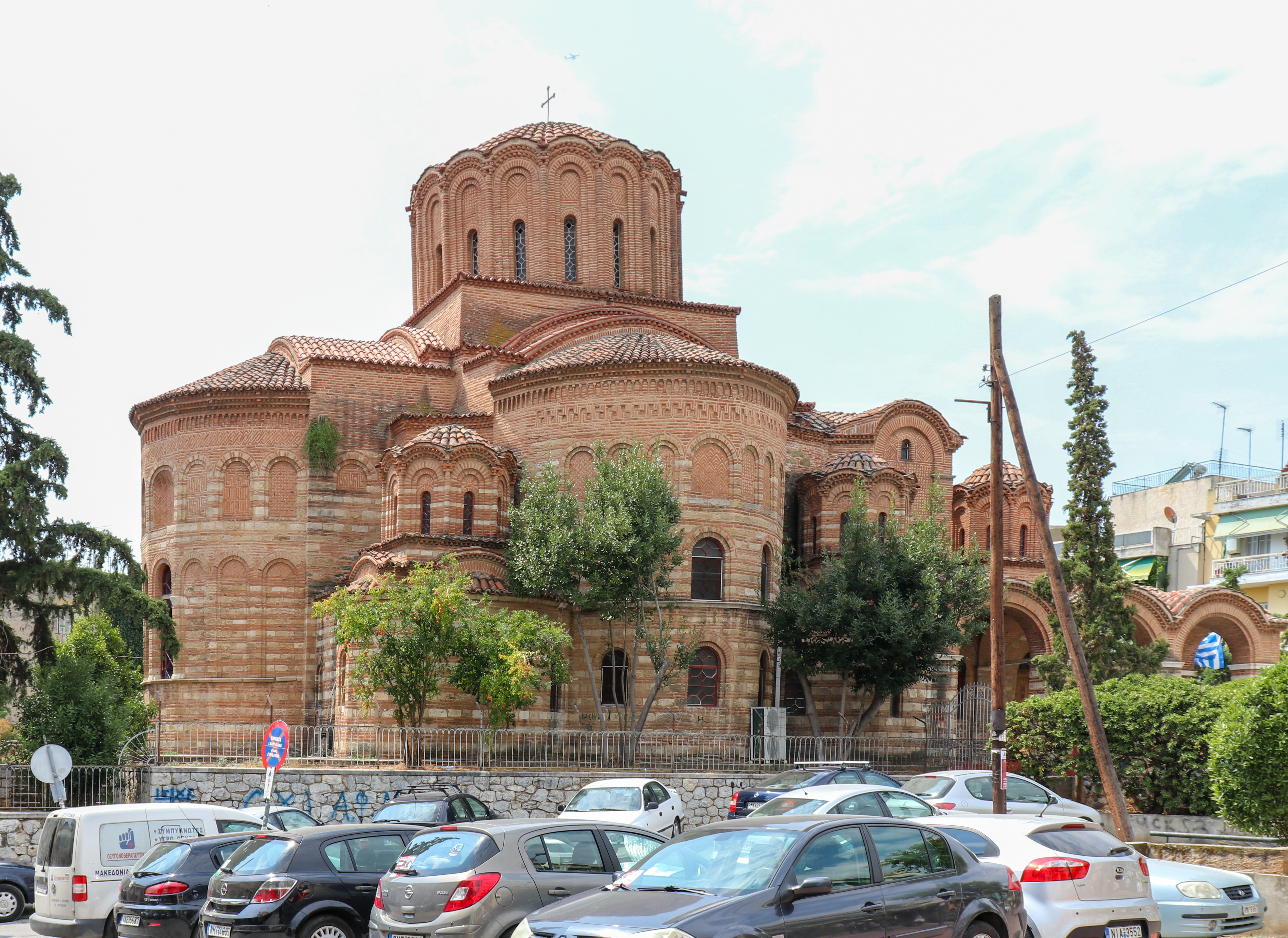
Chiesa del Profeta Elia
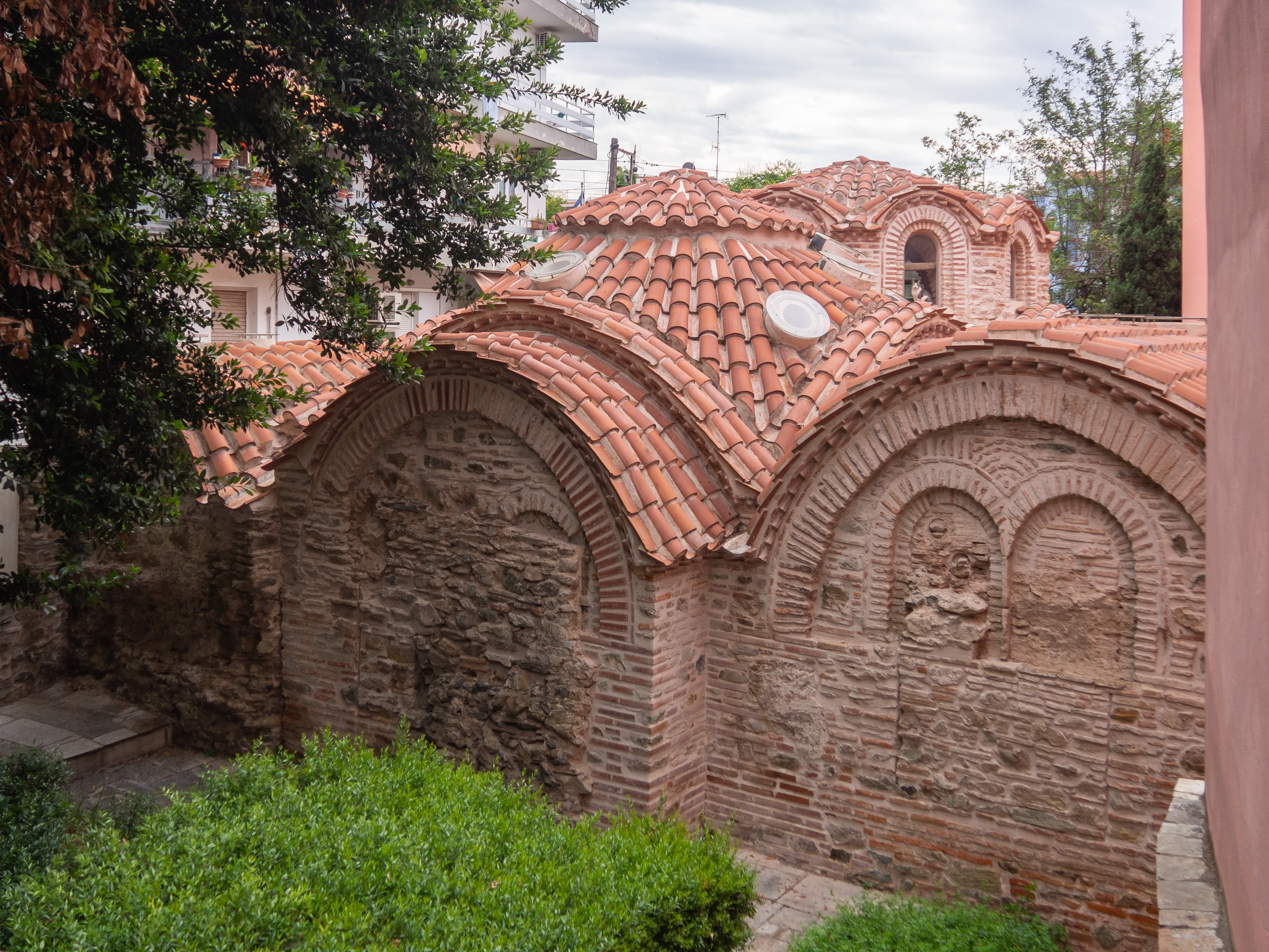
Bagno Bizantino